# Lutéoliflavane
Le lutéoliflavane (ou 2-(3,4-dihydroxyphényl)chromane-5,7-diol) est composé organique de la famille des flavanes, un sous-groupe des flavonoïdes.
On le trouve dans diverses espèces de pommes (Malus sp.) traitées au prohexadione-calcium contre le feu bactérien.